# 地星科
地星是指伞菌纲地星目（学名：Geastrales）下的真菌（马勃）。地星科（学名：Geastraceae）为该目下的唯一科。共包含8个属、64个物种。
地星科最初曾列在马勃目（Lycoperdales）下，后来被分入鬼笔目。到2010年，又将其单列为一目。
有一些地星的子实体在干燥时其“花瓣”会卷起以保护孢子囊，此时整个菌都脱离地面，如同风滚草一般。潮湿时“花瓣”则外翻使孢子囊露出，并通过降雨或动物的活动帮助其孢子萌发。

## 下级分类
本科包括以下属：
- Cycloderma
- Geasteroides W.H.Long, 1917
- Geasteropsis Hollós, 1903
- 地星属 Geastrum Pers., 1794
- Mesophelliopsis
- 多口地星属 Myriostoma Desv.
- Nidulariopsis Greis, 1935
- Phialastrum Sunhede, 1989
- Radiigera Zeller
- Schenella T.Macbr.
- Siropeltis Arx & R.Garnier
- 弹球菌属 Sphaerobolus Persoon, 1801，异名：Sphaerobolus Tode

## 中药
地星是一种传统的中草药，又称为米屎菰、地蜘蛛、量湿地星、土星菌、大孤、山蟹、石蟹等，药材一般来自硬皮地星（Geastrum hygrometricum）和尖顶地星（Geastrum tirplex）。《西园菌谱》载：“状似马勃，大如弹丸及米粉团，色似松露，嫩时食味似松露，老则自剖为五瓣花，内赤有指头大者，弹之出黄粉，若误入耳，则令人聋。”